# برادبري تومسون
برادبري تومسون (بالإنجليزية: Bradbury Thompson)‏ هو مصمم جرافيك أمريكي، ولد في 1911، وتوفي في 1995.

## وصلات خارجية
- برادبري تومسون على موقع الموسوعة البريطانية (الإنجليزية)